# Моветон
Мовето́н (від фр. mauvais ton, дос. «поганий тон») — поведінка, манери та вчинки, не прийнятні в пристойній спільноті; невихованість щодо певних критеріїв.

## Історичне значення
Моветоном також називали невиховану людину. «Суддя Ляпкін-Тяпкін в найсильнішому ступені моветон…» (Гоголь М. В., «Ревізор»). Прикладом моветону XIX — початку XX століття були паркани на дачах і заміських будинках (віллах, маєтках і палацах) у російської знаті.
Антагоністом моветону виступає комільфо — людина, яка відповідає правилам світської пристойності. Крім того, цим же словом називають взагалі все, що відповідає правилам хорошого тону. «Він людина, що стоїть на висоті сучасної освіти, і виконає свою роль з усім необхідним у подібних випадках комільфо» (Тургенєв І. С.).

## Сучасне вживання
У сучасному суспільстві при спілкуванні моветоном називається також вживання слів, ідіоматичних виразів і цитат, які надмірно спрощують описуваний об'єкт, що спотворюють основні характеристики цього об'єкта. Дані спотворення часто балансують на межі почуття і при бажанні можуть зійти за власну думку. Таким чином, недалекий суб'єктивізм, заснований на недостатньому знанні предмета або явища, — це окремий випадок моветону.